# Scorias
Scorias is een geslacht van schimmels dat behoort tot de familie Capnodiaceae. De typesoort is Scorias spongiosa.

## Soorten
Volgens Index Fungorum telt het geslacht 12 soorten (peildatum januari 2022):
| Soortnaam              | Auteur(s)                                 | Publicatiejaar |
| ---------------------- | ----------------------------------------- | -------------- |
| Scorias aphidis        | Abdollahz. & Crous                        | 2020           |
| Scorias brasiliensis   | (Puttemans) D.R. Reynolds                 | 1971           |
| Scorias camelliae      | Abdollahz. & Crous                        | 2020           |
| Scorias capitata       | Sawada                                    | 1915           |
| Scorias citrina        | (Hara) W. Yamam.                          | 1959           |
| Scorias communis       | W. Yamam.                                 | 1954           |
| Scorias cylindrica     | W. Yamam.                                 | 1954           |
| Scorias leucadendri    | Crous                                     | 2011           |
| Scorias mangiferae     | Hongsanan, Chomnunti, J.C. Xu & K.D. Hyde | 2015           |
| Scorias paulensis      | Henn.                                     | 1908           |
| Scorias philippinensis | J.M. Mend.                                | 1932           |
| Scorias spongiosa      | (Schwein.) Fr.                            | 1832           |